# Gambit, czyli jak ograć króla
Gambit, czyli jak ograć króla (ang. Gambit) – amerykańska komedia kryminalna z 2012 r. w reżyserii Michaela Hoffmana. Jest to remake filmu Gambit (1966) Ronalda Neame’a, w którym główne role zagrali Shirley MacLaine i Michael Caine.
Światowa premiera filmu miała miejsce 7 listopada 2012 roku, natomiast w Polsce odbyła się 26 grudnia 2012 roku.

## Fabuła
Harry Deane (Colin Firth) jest kuratorem kolekcji obrazów należącej do wielkiego magnata medialnego, lorda Lionela Shahbandara (Alan Rickman). Bogacz usiłuje zdobyć „Zmierzch”, zaginione arcydzieło Claude’a Moneta. Harry knuje więc sprytne oszustwo. Kurator chce sprzedać swojemu pracodawcy podrobiony obraz francuskiego impresjonisty, a przy okazji zemścić się za upokorzenia, jakich przez lata nie szczędził mu szef. Płótno ma namalować przyjaciel kuratora, Major (Tom Courtenay) – były wojskowy, który zarabia teraz jako fałszerz. Autentyczne dzieło zaginęło w latach 40. XX wieku i specjaliści z całego świata bezskutecznie go poszukują.
Harry ma szanse wprowadzić w życie swój misterny projekt, gdy podczas zawodów rodeo w Teksasie poznaje mistrzynię w posługiwaniu się lassem i ujarzmianiu cielaków – PJ Puznowski (Cameron Diaz). Historyk sztuki chce, by piękna kowbojka udawała wnuczkę weterana II wojny światowej. Lord Shahbandar ma dzięki niej uwierzyć, że w przyczepie kempingowej starszego pana od lat wisi cenny obraz.
Sceptycznie nastawiona do pomysłu kobieta w końcu zgadza się pojechać z Harrym do Anglii, gdzie swoją rodową posiadłość ma lord Shahbandar. Kurator gwarantuje wspólniczce wygodną podróż i luksusowy hotel, a jeśli przekręt się uda – 500 tys. funtów. Dla dziewczyny prowadzącej kurzą fermę to jedyna okazja wyrwania się z nudnego, prowincjonalnego życia. Nie wszystko jednak pójdzie zgodnie z kunsztownym planem Harry’ego.

## Obsada
- Colin Firth jako Harry Deane
- Cameron Diaz jako PJ Puznowski
- Alan Rickman jako Lord Lionel Shabandar
- Tom Courtenay jako Major
- Stanley Tucci jako Zaidenweber
- Julian Rhind-Tutt jako Xander
- Pip Torrens jako Konsjerż w Savoyu
- Selina Cadell jako Dowager
- Togo Igawa jako Takagawa
- Cloris Leachman jako Babcia Merle
- Anna Skellern jako Sekretarka Fiona
- Masashi Fujimoto jako Bigman Chon
- Tanroh Ishida jako Japoński biznesmen